# Ураков, Николай Николаевич
Николай Николаевич Ураков (6 ноября 1929, Шарангский район, Нижегородский край — 28 апреля 2017) — советский и российский микробиолог- вирусолог, профессор. Один из разработчиков бактериологического оружия.
Заслуженный деятель науки Российской Федерации (2000), лауреат Государственной премии СССР (1982). Доктор медицинских наук (1969), профессор (1976). Генерал-майор медицинской службы (1979).

## Биография
Родился 6 ноября 1929 г. в д. Ермолино Шарангского района (ныне — Нижегородской области).
Окончил Чебоксарскую мужскую среднюю школу № 1 (1948), один курс Горьковского медицинского института (1948—1949) и Военно-медицинскую академию им. С. М. Кирова, Ленинград (1954, с отличием). Докторская диссертация (засекреченная) посвящена сочетанному действию на людей патогенных бактерий и вирусов.
Младший научный сотрудник (1954—1960), научный сотрудник (1960—1965), старший научный сотрудник (1965—1968) НИИ эпидемиологии Министерства обороны СССР, Сергиев Посад.
Зам. начальника (1965—1968), начальник отдела (1969—1970), зам. начальника по научной работе (1970—1982) НИИ микробиологии Министерства обороны СССР (г. Киров)
1982—2003 генеральный директор Государственного научного центра прикладной биологии Министерства здравоохранения Российской Федерации, пос. Оболенск.
Разработал совместно с соавторами вакцины против Венесуэльского энцефаломиелита лошадей, сыпного тифа, Ку-лихорадки. Автор более 180 научных работ по проблемам медицинской вирусологии и микробиологии, аэробиологии и инфекционной патологии, диагностики, иммунопрофилактики и лечения инфекционных болезней, генетики и биотехнологии.
С марта 2003 г. на пенсии. Умер 28 апреля 2017 года после продолжительной болезни. Похоронен на Федеральном военном мемориальном кладбище.

## Награды

Могила Н. Н. Уракова

- Лауреат Государственной премии СССР (1982).
- Заслуженный деятель науки Российской Федерации (2000).
- Награждён орденами Трудового Красного Знамени, «Знак Почёта», «За службу Родине» и 8 медалями.
- В 1999 году присвоено звание «Почетный гражданин Серпуховского района».